# Anielewo (powiat słupecki)
Anielewo (niem. Ingelfingen) – wieś w Polsce położona w województwie wielkopolskim, w powiecie słupeckim, w gminie Zagórów.
W latach 1975–1998 miejscowość należała administracyjnie do województwa konińskiego.
Na terenie wsi (w lesie na południu) znajdują się pozostałości cmentarza ewangelickiego z licznymi nagrobkami.